# San José Chiltepec (kommun)
San José Chiltepec är en kommun i Mexiko.   Den ligger i delstaten Oaxaca, i den sydöstra delen av landet, 400 km sydost om huvudstaden Mexico City.
Följande samhällen finns i San José Chiltepec:
- San José Chiltepec
- Arroyo Choápam
- Arroyo Frijol
- San Isidro Naranjal
- El Fortín
- La Guadalupe
- Tierra Negra
- Las Margaritas
- San Felipe
- El Manguito
- Plan de Águila